# ルドルフ・ハケン
ルドルフ・ハケン（Rudolf Haken）は、ドイツ系アメリカ人作曲家兼ヴィオリスト。イリノイ大学音楽部教授。

## 経歴
ドイツ系アメリカ人作曲家兼ヴィオリスト。全世界で稀な、5弦ヴィオラを奏する傍ら、マルチな音楽ジャンル（クラシック、現代音楽、ヒップホップ）演奏、作曲活動を続ける奇才。教育活動にも熱心で、ウェスト・
バージニア大学で教鞭をとったのち、1996年よりイリノイ大学音楽学部教授としてヴィオラ、バイオリン、室内楽にて後進の指導にあたっている。
幼少より作曲の才能を認められ、10歳にてイリノイ州シャンペインの管弦楽団にて自身の作品を指揮する。作曲とピアノをフーベルト・ケスラー、ヴィオラをギエルモ・ペーリチに師事。これまでに、全米作曲家協会、アメリカ電子音楽協会、ニューヨークアメリカ音楽作曲家アライアンス、ジーゲン現代音楽リサイタルシリーズ（ドイツ）、ウィーン音楽大学、さらにフランス、スペイン、トルコ、カナダの音楽大学に招聘され、リサイタル、マスタークラス、ワークショップを行う。作曲家としても幅広く活動し、自身作曲の『5弦ヴィオラのための協奏曲』はアメリカ、南米、ヨーロッパのオーケストラにて演奏されている。Centaur レコードにてリリースされたCD（自身作曲のクラリネットコンチェルト、オーボエコンチェルト、5弦ヴィオラコンチェルト）は2007年度アメリカンレコードガイドにて批評家チョイス賞を受賞。2011年には作曲したヴァイオリン コンチェルトがセルビアにて初演される。メディアにもさかんに取り上げられ、2004年にはシカゴのWTTW局が彼の編曲したロックミュージック（ヴァン・ヘイレン、メタリカ）を大々的に放送、シカゴ中心にテレビ局、空港などでとりあげられる。後進の指導にも熱心で、これまでに、アメリカ、ブラジル、ドイツ、オーストリア、フランス、イギリス、イタリア、オランダ、トルコ、日本、韓国、中国、シンガポールにてマスタークラスを開催。現在アメリカ、イリノイ大学音楽部教授。